# ポール・デ・セネバル
ポール・デ・セネバル（Paul de Senneville、1933年7月30日 - 2023年6月23日）は、フランスの作曲家、音楽プロデューサー。ジャンルは現代クラシック。
代表曲に、レコードが38か国で発売され2200万枚を売り上げたリチャード・クレイダーマンのデビュー曲『渚のアデリーヌ』や、YouTubeにショパンの『春のワルツ』と間違った作曲者とタイトルで投稿され、1億5000万回再生された『Mariage d'amour』などがある。
表記ゆれで、ポール・ド・セネバル、ポール・デ・セネヴァル、ポール・ドゥ・センヌヴィルとも表記される。